# 鄭志龍
鄭志龍（1969年8月29日—）為臺灣籃球教練、前運動員，前立法委員。
2024年1月鄭志龍離開P. LEAGUE+高雄17直播鋼鐵人，擔任超級籃球聯賽彰化柏力力最高技術顧問。

## 生平

### 身世
鄭志龍父親為當時駐紮台灣的美國海軍第七艦隊的水手（歐裔白人），母親則為泰雅族原住民，兩人無婚姻關係，鄭志龍從小由實際上沒有血緣關係的祖父祖母帶大。他的姓亦是從祖父的姓，鄭志龍從未見過生父，他的母親後遠嫁日本，日本女子高爾夫選手下村真由美為鄭志龍同母異父胞妹。

### 球員生涯

#### 求學階段
就讀大安國中時，鄭志龍剛開始練田徑，後來遇到剛退伍的老師高國華。高國華發現班上有個混血兒鄭志龍，身材瘦小卻滿腦想打籃球且頗有天分，得到他阿公的首肯，就把他接到家中照顧。
由於鄭志龍國中時體型不佳的緣故，高國華每天買牛排和牛奶，提供鄭志龍充足的營養，正在發育的他每天可以吃20盎司的牛排、3碗大碗牛肉麵，以及6大瓶鮮奶，所以身高在一年半中迅速從158公分長到192公分。除了照料飲食，高國華每晚還對鄭志龍特訓籃球，每天要投進500個3分球才停止。鄭志龍的身高與球技在短短的一年半中快速成長，國三寒假就當選了中華隊青少年國手，並遠赴瑞典斯德哥爾摩比賽。

#### 國手時期
鄭志龍是中華民國各級男子籃球隊自1986年至1999年間的主力選手。1986年十六歲即代表國家參加亞洲青年男籃賽，成為風雲人物，該屆亞青拿到第三名，獲得隔年世青參賽資格，為中華隊第一批世界青年男子籃球錦標賽的成員之一；十九歲時首度入選（成人）國家代表隊，創下當時最年輕即當選中華民國籃球國手的紀錄。爾後多次參加亞洲籃球錦標賽、亞運以及東亞運男籃項目，均曾率隊創下中華民國（不包括1970年代失去國際奧會會籍前的中華民國男子籃球代表隊）男籃史上最佳戰績。其中包括1989年亞洲籃球錦標賽第三名，1990年及1998年亞運男籃項目第五名，以及1997年東亞運男籃金牌。
長期以來，鄭志龍以優異的彈性、身體協調性、俐落的進攻走位，以及穩定的外圍投射能力享譽亞洲籃壇，堪稱中華民國籃壇的代表人物。在十餘年的籃球生涯中，鄭志龍曾多次獲選為中華民國瓊斯盃邀請賽「明星球員」，四度率領中華民國男子籃球隊躋身亞洲四強，並曾獲得「亞洲全能球員」、「亞洲明星球員」等頭銜。

#### 甲組時期
鄭志龍服兵役期間，在飛駝隊接受張克佑教練的嚴厲指導，透過嚴格的訓練，打下紮實的基本功；退伍之後，先後參加麥當勞、宏國等甲組籃球隊，逐漸成為台灣最佳的籃球小前鋒。
鄭志龍球員生涯早期以彈跳能力優異聞名；宏國籃球隊總教練John Nealon因而取美國職籃巨星，彈性過人的J·厄文的外號，“J博士”，戲稱鄭志龍為“博士”，從此鄭志龍「籃球博士」的外號不脛而走。然而，隨著球技及場上經驗的成熟，鄭志龍逐漸轉型成一名「技巧型」的球員，後來「籃球博士」之稱乃衍生出讚其「熟悉比賽內涵」之義，更接近於中文裡「博士」一詞的原本意涵。

#### 職籃時期
1994年中華職籃開打，鄭志龍隨宏國隊參賽，成為台灣最早一批職業球員。在外籍球員參賽的影響下，職籃時期的鄭志龍應球隊需要轉型為得分後衛；憑藉著過人的籃球稟賦以及紮實的基本動作，鄭志龍的轉型十分成功，成為一名靈活、穩健、高命中率的射手。其外號之一的「泥鰍龍」，即得自其無論空手跑位或持球進攻時靈巧、刁鑽的身手。
職籃元年（1994—1995年球季），鄭志龍贏得「三分球王」頭銜；職籃二年獲選為賽季MVP並率隊奪得總冠軍；職籃三年、四年完成三連霸，並獲選為四年冠軍賽的MVP。
1998年中華職籃解散，鄭志龍經人安排，轉赴中國甲A聯賽發展。1999—2000年賽季，擔任上海大鯊魚隊先發得分後衛，助其隊史首次打進冠軍賽。當時上海隊「本土球員」主力為中鋒姚明，以及專注得分的前鋒射手章文祺；鄭志龍的角色定位主要在於透過球的有效傳導、穩定全隊進攻組織，而非以往經常扮演的得分主力。雖然賽季中個人得分績效不如以往，其場上智慧及關鍵時刻沉穩的表現，仍普獲肯定；除在季後賽首輪擔負起比常規賽季更大的得分責任外，並於球季後入選聯賽全明星賽。

## 退役
2001年自籃球場上退休後，鄭志龍接受其義父王人達──達欣工程公司董事長及當時的籃協理事長──的安排，由親民黨推薦參選臺北縣第一選區立法委員，並且當選。2002年與立委高金素梅傳出緋聞， 因而導致與呂祖穎於2004年協議離婚。
2004年9月14日，立法院進行319槍擊案真相調查會覆議，鄭志龍因無故缺席，遭到親民黨開除黨籍，成為親民黨史上第一位被開除黨籍的公職人員。 鄭志龍後未尋求參選連任，退出政壇，後一度經營火鍋店為生。

### 教練生涯

#### SBL（超級籃球聯賽）教练時期
2002年，與體委會會主委林德福等人催生SBL。
2007年，緯來獵人正式更名為台灣大雲豹，鄭志龍接掌總教練一職。
2013年，鄭志龍回鍋接掌台灣大總教練一職。

##### 執教成績
| 年度     | 球隊       | 出賽 | 勝場 | 敗場 | 勝率 | 備註                       |
| -------- | ---------- | ---- | ---- | ---- | ---- | -------------------------- |
| 07-08年  | 台湾大雲豹 | 30   | 9    | 21   | .300 |                            |
| 08-09年  | 台湾大雲豹 | 30   | 9    | 21   | .300 |                            |
| 09-10年  | 台湾大雲豹 | 30   | 15   | 15   | .500 |                            |
| 10-11年  | 台湾大雲豹 | 30   | 11   | 19   | .367 |                            |
| 13-14年  | 台湾大     | 30   | 21   | 9    | .700 | 冠軍賽1：4敗給臺中璞園建築 |
| 執教生涯 | 5年        | 150  | 65   | 85   | .433 |                            |

- 粗體黑字為該年度聯盟最高，紅字為超級籃球聯賽紀錄

#### NBL（全国男子篮球联赛）教练时期
2012年郑志龙正式担任江苏同曦大圣篮球俱乐部主教练。

#### CBA（中国男子篮球职业联赛）及WCBA（中國女子籃球職業聯賽）教练时期
2014-2015年郑志龙正式担任青島雙星雄鹰篮球俱乐部助理教练。
2015-2017年郑志龙正式担任新疆广汇飞虎篮球俱乐部外线助理教练。
2017年4月，以4:0戰績協助新疆隊取得CBA總冠軍。
2017年4月正式成立中華民國原住民體育暨藝文發展協會，期許以自身原住民身分協助原民偏鄉，回饋鄉土。
2017年鄭志龍正式擔任中國女子籃球職業聯賽上海寶山大華隊總教練，並在2017–2018賽季率隊闖入季後賽，最後在五戰三勝賽制中三敗於北京女籃，止步四強。
2018年鄭志龍轉戰上海男籃，擔任助理教練。
| 年度   | 球隊                   | 出賽 | 勝場 | 敗場 | 勝率 | 備註                      |
| ------ | ---------------------- | ---- | ---- | ---- | ---- | ------------------------- |
| 2017年 | 上海寶山大華籃球俱樂部 | 32   | 21   | 11   | .656 | 半決賽 0：3 敗 廣州自由人 |

#### P. LEAGUE+教练時期
2021年7月12日，鄭志龍接掌桃園領航猿總教練一職。2022年3月23日，鄭志龍自請離職桃園領航猿總教練。2023年1月7日，鄭志龍兼任高雄17直播鋼鐵人新任總教練。
| 年度     | 球隊             | 出賽 | 勝場 | 敗場 | 勝率 | 備註                   |
| -------- | ---------------- | ---- | ---- | ---- | ---- | ---------------------- |
| 21-22年  | 桃園領航猿       | 16   | 5    | 11   | .313 | 因戰績不佳請辭         |
| 22-23年  | 高雄17直播鋼鐵人 | 26   | 16   | 10   | .615 | 季中接任、未進入季後賽 |
| 執教生涯 | 2年              | 42   | 21   | 21   | .500 |                        |

## 個人生活
鄭志龍於1991年與呂祖穎結婚育有兩子鄭騏寬、鄭豐民；鄭騏寬亦克紹箕裘，入選松山高中、世新大學籃球校隊、SBL（2015-2017的球季效力於金門酒廠籃球隊，2017-2018的球季效力於東南亞職業籃球聯賽寶島夢想家）。
2010年10月12日，鄭志龍與在網路公司的財務部工作的「伏龍女」王儲菁再婚，兩人育有一女（於2016年2月產下）。

## 球員生涯大事記
- 1986年 第九屆亞洲青年籃球賽第三名，得分王。
- 1987年 自由盃籃賽率公賣金龍隊贏得冠軍。
- 1987年 世青賽得第十一名（倒數第二，奪下一勝）
- 1988年 第十屆亞洲青年籃球賽第二名，得分王。
- 1988年 中正盃籃球賽冠軍。
- 1989年 服役後加入飛駝隊，代表中華隊參加15屆亞洲男籃賽，獲第三名（歷來最佳成績）。
- 1991年 退伍。以新台幣九萬元以上的月薪，創下當時甲組賽史最高薪紀錄。
- 1992年 率宏國隊贏得甲組聯賽冠軍。
- 1994年 成為職籃第一高薪球員，月薪新台幣14萬元。
- 1995年 參加第18屆亞洲男籃賽，獲第四名。
- 1996年 率宏國隊贏得中華職業籃球聯盟(CBA)總冠軍。
- 1997年 贏得東亞運男籃金牌。
- 1998年 為宏國隊締造三連霸，CBA冠軍賽MVP。ABC明星賽MVP；獲ABC評選為「亞洲全能球員」。
- 1999年 因中華職籃解散，前往中國甲A聯賽發展。
- 2000年 助上海隊打進中國甲A籃球聯賽冠軍賽；季末獲選為明星隊成員，並獲頒「體育道德風尚獎」。
- 2001年 代表達欣工程籃球隊參加甲組籃球聯賽；賽季後退休。

## 外部連結
- 鄭志龍在fiba.basketball（英语）
- 鄭志龍在fiba.basketball（英语）
- 鄭志龍在archive.fiba.com（存檔）（英语）
- 鄭志龍在中国男子篮球职业联赛官網
- 鄭志龍在Eurobasket.com（球員）（英语）